# Дзьо (міра)
Дзьо (яп. 【丈】, じょう) — японська одиниця вимірювання довжини. Приблизний еквівалент китайського чжана.
- 1 Дзьо = 10 шяку = 100 сунів = 3,03 м[1].